# Морски пелин
Морският пелин (Artemisia maritima) е тревисто многогодишно растение или полухраст, разпространено по песъчливи места до 600 m н.в. (Черноморското и Дунавското крайбрежие, в Сливенско, Старозагорско и Ямболско). Цъфти от юни до октомври, плододава от юни до ноември. С лечебна цел се използват цветните кошнички и надземната част.